# Карабаз
Карабаз (каз. Қарабаз) — упразднённое село в Хромтауском районе Актюбинской области Казахстана. Входило в состав Коктауского сельского округа. Код КАТО — 156040200. Упразднено в 2019 г.

## Население
В 1999 году население села составляло 182 человека (80 мужчин и 102 женщины). По данным переписи 2009 года, в селе проживало 78 человек (36 мужчин и 42 женщины).